# Paul Landrin
Pour les articles homonymes, voir Landrin.
Louis Paul Landrin, né le 28 août 1853 dans le 1er arrondissement de Lyon et mort le 16 mai 1926 à la maison de retraite des artistes de Pont-aux-Dames (Seine-et-Marne), est un acteur, réalisateur et scénariste français de la période du cinéma muet.

## Biographie
Fils d'un tisseur sur soie lyonnais, il débute à Paris au théâtre du Château-d'Eau en 1886 dans une reprise de l'opéra-bouffe Les Brigands de Jacques Offenbach où il tient le rôle de l'aubergiste, puis passe au théâtre des Variétés où il reste trois ans.
Après un séjour d'une année en 1890 au théâtre Michel de Saint-Pétersbourg, il est engagé l'année suivante au théâtre de la Gaîté où il crée ou reprend plusieurs premiers rôles dans des opéras-comiques de Robert Planquette, d'Edmond Audran ou de Victor Roger entre autres. Il passe ensuite au théâtre des Folies-Dramatiques en 1896 où il poursuit sa carrière de chanteur lyrique et dramatique.
C'est en 1908 qu'il apparaît pour la première fois sur les écrans de cinéma en interprétant des rôles comiques dans des courts métrages muets réalisés notamment par Georges Monca et Georges Denola avant de passer derrière la caméra à partir de 1913. Il est le réalisateur et le scénariste d'une quinzaine de courts métrages muets, dont les cinq de la série des Boniface, tournés entre 1913 et 1916.
Tombé malade au début de l'année 1926, il meurt subitement à l'âge de 72 ans à la maison de retraite des artistes de Couilly-Pont-aux-Dames où il était en convalescence depuis un mois à la suite d'une intervention chirurgicale.

## Théâtre
- 1893 : Les Cloches de Corneville, opéra-comique en 3 actes et 4 tableaux de Robert Planquette, livret de Clairville  et Charles Gabet, au théâtre de la Gaîté (juillet) : Gaspard. Reprise le 6 août 1896 dans le même théâtre avec Paul Landrin dans le même rôle.
- 1893 : Surcouf, opéra-comique en 4 actes et 6 tableaux de Robert Planquette, livret de Henri Chivot et Alfred Duru, au théâtre de la Gaîté (décembre)
- 1896 : Rivoli, opéra-comique en 3 actes et 4 tableaux de Paul Burani, musique d'André Wormser, au théâtre des Folies-Dramatiques (30 octobre) : le général Bouscard[3]
- 1897 : L'Auberge du Tohu-Bohu, opérette en 3 actes de Maurice Ordonneau, musique de Victor Roger, au théâtre des Folies-Dramatiques (10 février) : le comte Zarifouli. Paul Landrin reprendra le même personnage dans le film éponyme de Georges Denola qui sortira en 1912.
- 1898 : Les Gardes forestiers, drame en 5 actes d'Alexandre Dumas père, au théâtre des Nations (septembre)
- 1900 : Tête de linotte, comédie en 3 actes de Théodore Barrière et Edmond Gondinet, au théâtre de l'Athénée (21 décembre) : Champanet
- 1905 : Le Gigolo, pièce en 3 actes de Miguel Zamacoïs, au théâtre des Nouveautés (24 janvier) : Antonin Tribleau
- 1908 : Vous n'avez rien à déclarer ?, pièce en 3 actes de Maurice Hennequin et Pierre Véber, au théâtre des Nouveautés (mars) : Dupont
- 1911 : Papa flirt, comédie en 3 actes d'Armand d'Artois, au théâtre des Mathurins (10 novembre) : Richardet
- 1912 : La Reine y a passé, pièce en 1 acte de Maurice Rumac et René Delorme, au théâtre des Mathurins (février)
- 1912 : Les Trois amoureuses, opérette en 3 actes de Franz Lehár, livret français de Maurice Ordonneau, à la Scala (1er mai) : le baron Huneberg
- 1916 : Moune , pièce en 3 actes de H. M. Harwood, adaptation française d'Albert Willemetz, au théâtre des Variétés (16 novembre) : Georges Delmar
- 1918 : Ohé ! Cupidon !, comédie musicale en 3 actes de S. Robert et E. Hudson, adaptation française de Maurice Hennequin, musique de Marcel Pollet, au théâtre des Variétés (22 janvier) : Jordan
- 1919 : La Folle escapade, opérette en 3 actes d'Octave Crémieux, livret de Maurice de Marsan et Régis Gignoux, au théâtre des Variétés (14 février) : Bennington père
- 1921 : Le Roi, pièce en 3 actes et 4 tableaux de Robert de Flers, Gaston Arman de Caillavet et Emmanuel Arène, au théâtre des Variétés (mai) : Rivelot
- 1922 : La Dame qui rit, opérette en 3 actes de Laurent Halet, livret de Vincent Telly, au théâtre de Nancy (25 octobre) : le prince de Clairensec-Férensac.

## Filmographie

### Comme acteur
- 1908 : Déchéance, plaie sociale (réalisateur non identifié)
- 1909 : La Dernière conquête, scénario de Jean Reibrach (réalisateur non identifié)
- 1909 : Amis de collège ou l'Affaire de la rue de Lourcine (réalisateur non identifié)
- 1909 : Le Truc de Baptiste de René Chavance . Ressorti en 1915 .
- 1909 : Le Dîner du 9 de Georges Monca
- 1909 : Éternelle romance (réalisateur non identifié)
- 1909 : Mariage à l'espagnole de Michel Carré
- 1909 : Le Concert de Théodore de Georges Monca
- 1909 : La Jeunesse de Vidocq (ou Comment on devient policier) de Georges Denola et Gérard Bourgeois
- 1909 : Un cambrioleur ingénieux (réalisateur non identifié)
- 1909 : Ce bon docteur de Georges Monca
- 1909 : Le Mariage de la cuisinière, scénario de Gabriel Timmory et Jean Manoussi (réalisateur non identifié)
- 1910 : Un commis trop entreprenant de Georges Monca
- 1910 : Le Truc infaillible, scénario de Serge Basset (réalisateur non identifié)
- 1910 : Un mari qui n’aime que les blondes (réalisateur non identifié)
- 1910 : Rigadin rapin de Georges Monca
- 1910 : Le Gendre ingénieux de Henri Desfontaines
- 1911 : Le Médecin de service (ou Rigadin remplace le médecin de service) de Georges Monca
- 1911 : Promenade d'amour de Georges Denola
- 1911 : Rigadin et ses fils de Georges Monca
- 1911 : L'Héritage manqué (ou Rigadin hérite) de Georges Monca
- 1911 : Rigadin tzigane de Georges Monca
- 1911 : Les Fiancés de Colombine de Georges Denola
- 1911 : Rigadin pêche à la ligne (ou Rigadin apprend à pêcher) de Georges Monca
- 1911 : Rigadin est un galant homme (ou Rigadin galant homme) de Georges Monca
- 1911 : Pour les beaux yeux de la voisine de Georges Denola
- 1911 : Au temps des grisettes (ou Mimi Pinson) de Georges Denola
- 1911 : Rigadin n'aime pas le vendredi 13 (ou Rigadin n'a pas de chance) de Georges Monca
- 1911 : Romain Kalbris de Georges Denola
- 1911 : Rigadin se trompe de fiancée de Georges Monca
- 1911 : Le Bon roi Dagobert de Georges Monca
- 1911 : Vingt Marches de trop de Georges Monca
- 1911 : Le Louis d'or de Georges Monca
- 1911 : La Suggestion du baiser (ou L'Envie d'embrasser) de Georges Monca
- 1911 : L'Homme au grand manteau de Georges Denola
- 1911 : Vidocq de Gérard Bourgeois
- 1912 : L'Heure du berger de Georges Denola
- 1912 : Sa majesté Grippemiche de Georges Denola
- 1912 : Rigadin nègre malgré lui (ou Rigadin nègre) de Georges Monca
- 1912 : Rigadin avale son ocarina de Georges Monca
- 1912 : Pauvre Père de Georges Denola
- 1912 : La Dernière Aventure du prince Curaçao de Georges Denola
- 1912 : Pianiste par amour (ou Un grand amour) de Georges Denola
- 1912 : Cœurs de mère de Georges Denola
- 1912 : Le Crime de Toto (ou Toto jaloux) de Georges Denola
- 1912 : Le Lys dans la mansarde (ou Le Lys dans la montagne) de Georges Monca et René Leprince
- 1912 : Que peut-il avoir ? de Max Linder
- 1912 : L'Auberge du tohu-bohu de Georges Denola  : le comte Zarifouli
- 1912 : La Fièvre de l'or de René Leprince et Ferdinand Zecca
- 1912 : Le Chercheur de truffes de Georges Denola
- 1912 : Que peut-il arriver ? de Max Linder
- 1913 : L'Idée de Jacob de René Chavance
- 1914 : Narcisse a perdu son oncle de et avec Paul Landrin
- 1914 : L'Héritage de Monsieur Jacob de et avec Paul Landrin
- 1914 : Les domestiques s’amusent de et avec Paul Landrin
- 1914 : Le Garde-chasse et le Braconnier (réalisateur non identifié : Paul Landrin ?)
- 1915 : C’est la faute à grand-père de et avec Paul Landrin
- 1916 : Boniface héritier de et avec Paul Landrin
- 1916 : Virginie a dit : Je danserai ! de et avec Paul Landrin
- 1916 : L'Inspecteur des becs-de-gaz de René Chavance

### Comme réalisateur
- 1913 : Monsieur Isaac
- 1913 : Trois belles-mères pour une bru [4]
- 1913 : Boniface chasse les grands fauves
- 1913 : Gringalet et l'oncle Baluchon
- 1914 : Narcisse et la poupée merveilleuse [5]
- 1913 : Boniface fait sa cure
- 1913 : L'Erreur de Boniface
- 1914 : Narcisse a perdu son oncle
- 1914 : L'Héritage de Monsieur Jacob
- 1914 : Les domestiques s’amusent [6]
- 1915 : Le Petit oiseau de Lisette [7]
- 1915 : Monsieur Boniface aime les petits pieds
- 1915 : C’est la faute à grand-père
- 1915 : Laisse donc ma femme tranquille [8]
- 1915 : Les Domestiques s'amusent
- 1916 : Boniface héritier [9]
- 1916 : Virginie a dit : Je danserai ! [10]

### Comme scénariste
- 1913 : Monsieur Isaac [11]
- 1913 : Trois belles-mères pour une bru [12]
- 1913 : Boniface chasse les grands fauves [13]
- 1913 : Gringalet et l'oncle Baluchon [14]
- 1913 : Narcisse et la poupée merveilleuse [15]
- 1913 : Boniface fait sa cure [16]
- 1913 : L'Erreur de Boniface
- 1914 : Narcisse a perdu son oncle [17]
- 1914 : L'Héritage de Monsieur Jacob [18]
- 1914 : Les domestiques s’amusent
- 1915 : Le Petit oiseau de Lisette [19]
- 1915 : Monsieur Boniface aime les petits pieds
- 1915 : Laisse donc ma femme tranquille
- 1915 : C’est la faute à grand-père [20]
- 1916 : Boniface héritier
- 1916 : Virginie a dit : Je danserai !

## Récompenses et distinctions
- Officier d'Académie (arrêté ministériel du 1er février 1900)[21].
- Officier de l'Instruction publique (arrêté ministériel du 2 janvier 1908)[22].